# Brotherhood Church
La Brotherhood Church (Iglesia de la Hermandad) es una comunidad anarquista cristiana y pacifista.  Una comunidad intencional, con orígenes cuáqueros, convive en la Colonia Stapleton, cerca de Pontefract, desde 1921.

## Historia

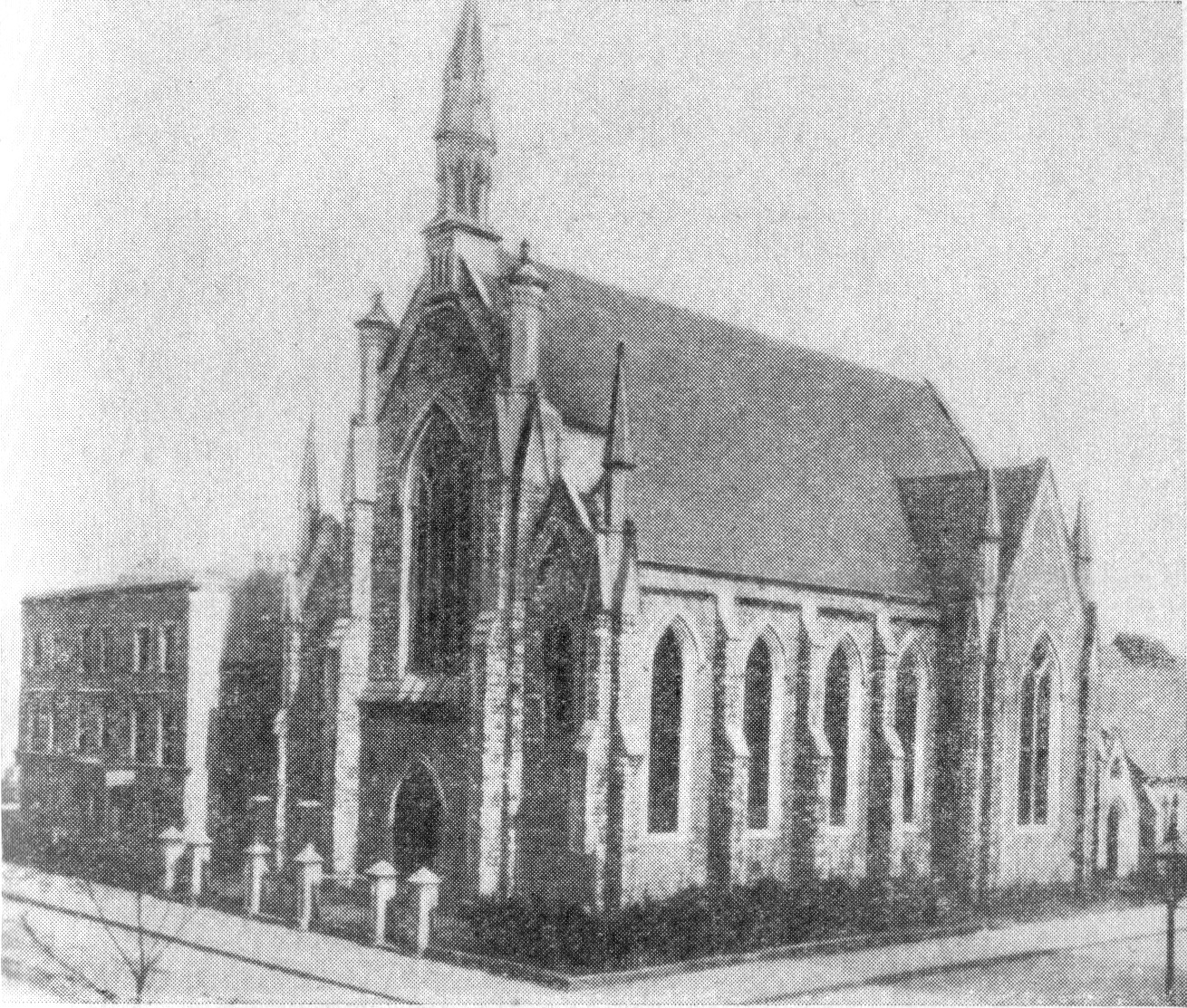
La Brotherhood Church, Southgate Road, Londres.

La iglesia data de 1887, cuando un ministro congregacionalista llamado John Bruce Wallace comenzó a publicar una revista, The Brotherhood (La hermandad) en la localidad de Limavady, en Irlanda del Norte. Las visiones de Henry George y Edward Bellamy fueron las principales influencias de Wallace. En 1891 Wallace se mudó a Londres y ocupó una iglesia abandonada en Southgate Road, en el distrito londinense de Hackney. La llamó The Brotherhood Church (Iglesia de la Hermandad). El Partido Obrero Socialdemócrata de Rusia usó el edificio en 1907 para el quinto congreso del partido.
En lo sucesivo, un seguidor de León Tolstói, John Coleman Kenworthy, estableció una serie de comunidades en Croydon, Surrey en 1894 y en Purleigh, Essex en 1896. Aylmer y Louise Maude y Vladimir Chertkov fueron algunos de los residentes en estas comunidades. De todas maneras, ambas comunidades desaparecieron poco tiempo después de crearse, pues la relación entre Kenworthy y Chertkov empeoró, y hubo discusiones sobre la traducción de las obras de León Tolstói. Según una carta del autor ruso, Kenworthy pensaba que él tenía los derechos exclusivos de algunos textos. Aylmer Maude, por otra parte, pensaba que el motivo de la desaparición de la colonia era el comportamiento autocrático e irresponsable de Kenworthy.
En 1897 varios miembros, algunos con pasado cuáquero, se mudaron a Leeds. Gracias al dinero de una herencia, fueron capaces de trasladar al colectivo a un minifundio de 3 hectáreas, fundando así, en 1921, la Colonia Stapleton. 
Otro grupo escindido de Purleigh creó la Colonia Whiteway en 1898, cuyo principal impulsor fue un periodista cuáquero.

## Colonia Stapleton
La Colonia Stapleton es una comunidad vegetariana, que cultiva su propia comida orgánica e intenta vivir independientemente del gobierno. Están afiliados a la Peace Pledge Union (Unión por el Compromiso Pacífico), a la Campaña para el Desarme Nuclear y a la Internacional de Resistentes a la Guerra. Entre sus residentes estaban Len W. Gibson (1919-2007), que hizo campaña toda su vida por la paz y fue objetor de conciencia.

## Posturas
La Brotherhood Church evita siempre que sea posible el uso del dinero, y de hecho está en contra de cualquier institución macroeconómica, como el FMI o el Banco Mundial. También han criticado duramente al G8, han condenado las acciones de Estados Unidos durante la Guerra de Irak, defendido un sistema puramente democrático, sin delegación de responsabilidades; alertado de las consecuencias del cambio climático y los transgénicos y han protestado contra el presidente George W. Bush y contra las compañías petrolíferas.

## Leer más
- Alfred G. Higgins (1982) A History of the Brotherhood Church (Una Historia de la Brotherhood Church, en inglés).
- Ken Weller (1985) "Don't Be a Soldier!": The Radical Anti-War Movement in North London 1914-1918 (¡No sea un soldado!: el movimiento pacifista radical en el norte de Londres 1914-1918 – Capítulo 16: La Brotherhood Church (en inglés).
- Warren Draper (2012) Anarchy in Albion: Utopia, Tolstoy and the Brotherhood Church (Anarquía en Albion: Utopía, Tolstoi y la Brotherhood Church) – Publicada en The Idler No.45.